# おかえり (高橋洋子の曲)
「おかえり」（英: Welcome back）は、高橋洋子の初のソロシングル。1991年10月9日にポニーキャニオンから発売された。

## 概要
- ポニーキャニオンから発売の唯一のシングル。
- 1991年にフジテレビ系列『妻たちの劇場』枠で放送されたテレビドラマ『ママたちの受験戦争』の主題歌である[2]。
- 1枚目のシングルだが、デビューシングルではない。「おかえり」を「初のソロCD」、「P.S. I miss you」を「本格的なソロ・デビュー作」としている[1]。なお、高橋は別名義でこの作品以前にもシングルを発売している。
- 元々はCD化される予定は無かったが、急遽CD化することが決まった[1]。

## 収録曲
1. おかえり [4:33]
作詞：森田由美、作曲：上田知華、編曲：加藤達雄
  - フジテレビ系連続テレビドラマ『ママたちの受験戦争』主題歌
2. おかえり (オリジナル・カラオケ) [4:31]

## 収録アルバム
| 収録アルバム                                                 | 発売日         | 規格品番   | トラック番号 |
| ------------------------------------------------------------ | -------------- | ---------- | ------------ |
| 『ルール フジテレビと遊びましょ 〜フジテレビ・ヒット曲集〜』 | 1992年3月21日  | PCCA-00364 | Disc2-#8     |
| 『ピチカート』                                               | 1992年10月21日 | KTCR-1190  | #6           |
| 『BEST PIECES』                                              | 1996年1月25日  | KTCR-1359  | #6           |
| 『YOKO SINGS FOREVER』                                       | 2017年3月22日  | UPCY-7259  | #3           |